# Rodolfo Sacco
Rodolfo Sacco (Fossano, 21 novembre 1923 – Torino, 21 marzo 2022) è stato un giurista italiano.

## Biografia
Rodolfo Sacco ha partecipato alla Resistenza nella Val Chisone, quale comandante del V battaglione della I divisione alpina "autonoma" intitolata precisamente alla "Val Chisone", è stato decorato con una medaglia al Valor Militare e nel 2016 ha ricevuto la medaglia d'oro della Liberazione. Si è poi laureato presso l'Università di Torino nella facoltà di Giurisprudenza nel 1946; la tesi di laurea, sul concetto di interpretazione del diritto, venne pubblicata nel 1947 e ristampata nel 2003. Successivamente, si è dedicato alla ricerca scientifica e all'insegnamento accademico.
Ha avuto la cattedra di diritto privato nell'Università di Trieste (1956-1961), di diritto privato e di diritto civile e diritto comparato nell'Università di Pavia (1961-1971), e poi ha insegnato a Torino, oltre al diritto privato comparato (1971-1988) e al diritto civile (1988-1999) il diritto dei Paesi socialisti, il diritto africano e l'antropologia giuridica. È stato professore emerito dell'Università di Torino. Dal 1960 al 1994 ha pure insegnato alla Faculté internationale de droit comparé di Strasburgo. Ha avuto incarichi di insegnamento in Svizzera, Francia e Somalia. Rodolfo Sacco è stato socio nazionale dell'Accademia dei Lincei nonché membro o corrispondente di numerose altre Accademie e associazioni scientifiche: l'Institut de France (Académie de sciences morales), l'Accademia Europea, l'Accademia delle Scienze di Torino, l'Istituto Lombardo (accademia di scienze e lettere), l'International Academy of Comparative Law. Dal 2003 al 2006 è stato presidente dell'International Association of Legal Sciences (organo dell'UNESCO per le scienze giuridiche). Ha presieduto dalla fondazione (1996) l'ISAIDAT (Istituto Subalpino per l'Analisi e l'Insegnamento del Diritto delle Attività Transnazionali).
Dal 1979 al 1987 ha presieduto il Gruppo italiano dell'associazione Henri Capitant, ed è stato membro della Société de Législation comparée. Dal 1982 è stato nella direzione della Rivista del diritto civile. Ha diretto il Digesto, quarta edizione (finora, 103 volumi), il Trattato di diritto civile e il trattato di diritto comparato, editi dalla Utet giuridica. È stato dottore Honoris Causa delle Università di Parigi 2, di Tolone, di Ginevra e dell'Università Mc Gill (Montreal, Canada). È stato cittadino onorario dei Comuni di Sulmona (1991) e Cantalupa (1995). Nel 2009 ha fondato la SIRD (Società Italiana per la Ricerca nel Diritto comparato), di cui è stato il primo presidente. È stato socio della SISDIC (Società italiana degli studiosi del diritto civile).
È considerato, a livello continentale, l'antesignano degli studi di diritto comparato nel cui ambito ha elaborato la dottrina dei formanti e delle loro dissociazioni. Nel 1987 ha ispirato il manifesto sugli studi comparatistici noto come Tesi di Trento. Dal 1970 al 1994 ha animato e guidato con successo il movimento per l'inserimento del diritto comparato tra la materie obbligatorie del percorso di studi universitari in diritto. Recentemente i suoi interessi si sono maggiormente rivolti all'antropologia giuridica, materia che ha insegnato in anni alterni presso le università di Torino e Trento; sono di speciale interesse le sue ricerche sul diritto muto.
Tra le sue opere si possono ricordare (oltre alla tesi già evocata), gli Statuti di Revello (1945), La buona fede (1949), L'azione surrogatoria (1955), L'arricchimento ottenuto mediante fatto ingiusto (1959), Il Contratto (1975, poi molte ed. con G. De Nova, tradotto in francese), Il diritto africano (1995, tradotto in francese), Il fatto, l'atto, il negozio (2005), Antropologia giuridica (2007, tradotto in francese e portoghese), Sistemi giuridici comparati (4ª ed. 2018, con A. Gambaro, tradotto in francese), Il possesso (3ª ed. 2014, con R. Caterina, tradotto in cinese), Introduzione al diritto comparato (6ª ed. 2015 con P. Rossi, tradotto in francese, inglese, portoghese, russo, cinese, due edizioni tedesche), Il diritto muto (2015, tradotto in castigliano).